# Ghanese cedi
De Ghanese cedi is de munteenheid van Ghana (symbool: ¢). Eén cedi is 100 pesewa's, maar door inflatie werd deze onderverdeling niet meer gebruikt. In het Akan (een van de talen die gesproken worden in Ghana) betekent cedi "kleine schelp".
Per 1 juli 2007 is de cedi geredenomineerd. De waarde van 10.000 oude cedi's (GHC) komt overeen met de waarde van één nieuwe cedi (GHS).
De volgende munten worden gebruikt: 1/2, 1, 2.5, 5, 10, 20, 25 en 50 pesewa's en 1, 2, 5, 10, 20, 50, 100, 200 en 500 cedi. Het papiergeld is beschikbaar in 1, 2, 5, 10, 20 en 50 cedi.
De cedi werd in 1965 ingevoerd en verving toen het Britse pond sterling in de verhouding 2,4 cedi = 1 pond, echter werd al in 1967 in een verhouding 1:1,2 door een nieuwe cedi vervangen, zodat 1 pond = 2 cedi werd. Sindsdien is de waarde door inflatie sterk verminderd.